# Ur-elemento
Nella teoria degli insiemi, un Ur-elemento o Urelemento (dal tedesco Ur-elemente, ovvero elemento primordiale) è un oggetto primitivo che non può essere un insieme, cioè non può contenere altri oggetti (è da distinguere dall'insieme vuoto perché l'insieme vuoto anche se oggetto primitivo è un insieme). 
Il sistema assiomatico di Zermelo-Fraenkel non prevede Ur-elementi (sebbene fossero presenti nella teoria originale di Zermelo), tuttavia è possibile incontrarli in altre teorie insiemistiche: ad esempio, nella teoria NFU (New foundations + Ur-elementi). 